# Good Kid, M.A.A.D City
good kid, m.A.A.d city é o segundo álbum de estúdio do rapper norte-americano Kendrick Lamar lançado em 22 de outubro de 2012 pela Top Dawg Entertainment, Aftermath Entertainment, e distribuído pela Interscope Records.

## Antecedentes
Após o lançamento e sucesso de seu álbum de 2011 Section.80, Lamar assinou contrato com uma grande gravadora, a Interscope de Dr. Dre. Ele disse a HipHopDX que ele não queria trabalhar com os produtores de alto perfil, mas com aqueles que ele mesmo havia estabelecido.
Em uma entrevista para o XXL, Lamar disse que o álbum não soaria como Section.80 , mas iria voltar a suas raízes de Compton, Califórnia.: "Eu não poderia dizer-lhe que tipo de som ou de onde estarei nos próximos cinco anos, tanto quanto a música ... Voltando ao bairro e indo para lugares diferentes, me colocar de volta no mesmo espaço onde nós costumávamos estar, trazendo de volta pensamentos, lembrando como eu estava me sentindo.". 
Lamar também disse que o álbum vai mostrar a influência de sua cidade natal:. "O garoto que está tentando escapar dessa influência, sempre foi preso em razão de circunstâncias". O título do álbum refere-se principalmente à inocência da infância de Lamar em Compton. Depois de manter a sigla do título do álbum escondido, Lamar mais tarde revelou que M.A.A.D é um acrônimo com dois significados: My Angry Adolescence Divided " ou " My Angels on Angel Dust ". 

## Recepção e crítica

### Crítica
| Críticas profissionais | Críticas profissionais |
| Avaliações da crítica  | Avaliações da crítica  |
| Fonte                  | Avaliação              |
| ---------------------- | ---------------------- |
| Allmusic               | [ 3 ]                  |
| XXL                    | (XL)                   |
| Rolling Stone          | [ 4 ]                  |

Good Kid, MAAD city recebeu criticas positivas. No mettacritic o álbum teve uma pontuação de 91, o que significa aclamação universal com base em 36 avaliações.

## Desempenho comercial
O álbum estreou no número dois da Billboard 200, com vendas na primeira semana de 242 mil cópias. Em 29 de outubro de 2014, o álbum chegou à marca de um milhão de cópias vend

## Faixas
| Good Kid, M.A.A.D City versão padrão |                                             |                                 |         |  |
| N.º                                  | Título                                      | Produtor(es)                    | Duração |  |
| 1.                                   | "Sherane a.k.a Master Splinter's Daughter"  | Tha Bizness                     | 4:33    |  |
| 2.                                   | "Bitch, Don't Kill My Vibe"                 | Sounwave                        | 5:10    |  |
| 3.                                   | "Backseat Freestyle"                        | Hit-Boy                         | 3:32    |  |
| 4.                                   | "The Art of Peer Pressure"                  | Tabu                            | 5:24    |  |
| 5.                                   | "Money Trees" (featuring Jay Rock)          | DJ Dahi                         | 6:26    |  |
| 6.                                   | "Poetic Justice" (featuring Drake)          | Scoop DeVille                   | 5:00    |  |
| 7.                                   | "Good Kid"                                  | P. Williams                     | 3:34    |  |
| 8.                                   | "M.A.A.D City" (featuring MC Eiht)          | Sounwave THC Terrace Martin [b] | 5:50    |  |
| 9.                                   | "Swimming Pools (Drank)" (Extended version) | T-Minus                         | 5:13    |  |
| 10.                                  | "Sing About Me, I'm Dying of Thirst"        | Like Skhye Hutch Sounwave [b]   | 12:03   |  |
| 11.                                  | "Real" (featuring Anna Wise)                | Martin                          | 7:23    |  |
| 12.                                  | "Compton" (featuring Dr. Dre)               | Just Blaze                      | 4:08    |  |
| Duração total:                       | Duração total:                              | Duração total:                  | 68:23   |  |

| Versão Deluxe (bonus tracks) |                                          |                  |         |  |
| N.º                          | Título                                   | Produtor(es)     | Duração |  |
| 13.                          | "The Recipe" (featuring Dr. Dre)         | Scoop DeVille    | 5:52    |  |
| 14.                          | "Black Boy Fly"                          | Rahki Parker [a] | 4:38    |  |
| 15.                          | "Now or Never" (featuring Mary J. Blige) | Splash           | 4:17    |  |
| Duração total:               | Duração total:                           | Duração total:   | 87:41   |  |

| Versão deluxe do Itunes (bonus tracks) |                                           |                |         |  |
| N.º                                    | Título                                    | Produtor(es)   | Duração |  |
| 16.                                    | "Collect Calls" (featuring Kent Jamz)     | THC            | 3:57    |  |
| 17.                                    | "Swimming Pools (Drank)" (Single version) | T-Minus        | 4:07    |  |
| Duração total:                         | Duração total:                            | Duração total: | 95:45   |  |

| versão deluxe Target (bonus tracks) |                                                                      |              |         |  |
| N.º                                 | Título                                                               | Produtor(es) | Duração |  |
| 16.                                 | "County Building Blues"                                              | DJ Khalil    | 4:18    |  |
| 17.                                 | "Swimming Pools (Drank) (Black Hippy Remix)" (featuring Black Hippy) | T-Minus      | 5:14    |  |

| Versão deluxe do Spotify (bonus tracks) |                                                          |               |         |  |
| N.º                                     | Título                                                   | Producer(s)   | Duração |  |
| 16.                                     | "The Recipe (Black Hippy Remix)" (featuring Black Hippy) | Scoop DeVille | 4:22    |  |
| 17.                                     | "Bitch, Don't Kill My Vibe (Remix)" (featuring Jay-Z)    | Sounwave      | 4:38    |  |

| Reedição internacional de 2013 (bonus track) |                                                                           |             |         |  |
| N.º                                          | Título                                                                    | Producer(s) | Duração |  |
| 14.                                          | "Bitch, Don't Kill My Vibe (International remix)" (featuring Emeli Sandé) | Sounwave    | 5:06    |  |

Notas
- ↑[a]  significa um coprodutor
- ↑[b]  significa um produtor adicional
- "Bitch, Don't Kill My Vibe" conta com vocais de fundo de Anna Wise e vocais adicionais de JMSN
- "Money Trees" conta com vocais de fundo de Anna Wise
- "Good Kid" é estilizado como "good kid" e apresenta vocais adicionais de Chad Hugo e Pharrell Williams
- "M.A.A.D City" é estilizado como "m.A.A.d city" e apresenta vocais não creditados de Schoolboy Q[5]
- "Sing About Me, I'm Dying of Thirst" apresenta vocais adicionais de JMSN, Anna Wise e Camille "ill Camille" Davis
- "Real" conta com backing vocals de JMSN

Créditos de amostra'
- ↑[c]  "Bitch, Don't Kill My Vibe" contém partes de "Tiden Flyver", escrita por Robin Braun, Vindahl Friis e Lykke Schmidt, interpretada por Boom Clap Bachelors; e contém elementos da gravação master "Tiden Flyver", interpretada por Boom Clap Bachelors.
- "Backseat Freestyle" contém uma amostra não creditada de "Yo Soy Cubano", interpretada por The Chakachas;[6] e uma amostra não creditada do episódio de As Meninas Super Poderosas "Beat Your Greens ".[7]
- ↑[d]  "The Art of Peer Pressure" contém uma amostra de "Helt Alene", escrita por Rune Rask, interpretada por  Suspekt.
- ↑[e]  "Money Trees" contém elementos e uma amostra invertida de "Silver Soul", escrita por Victoria Garance Alixe Legrand e  Alex Scally, interpretada por Beach House, e uma interpolação não creditada de "Big Ballin' with My Homies", interpretada por E-40.[8]
- ↑[f]  "Poetic Justice" contém trechos de "Any Time, Any Place", escrito por [[Jimmy Jam e Terry Lewis|James Harris] ], Janet Jackson e Terry Lewis, interpretados por Janet Jackson.
- ↑[g]  "Sing About Me, I'm Dying of Thirst" contém elementos de "Maybe Tomorrow", escrita por Quincy Jones,  Alan Bergman e  Marilyn Bergman, interpretada por Grant Green; e uma amostra não creditada de " Use Me", interpretada por Bill Withers.[9]
- ↑[h]  "Compton" contém trechos de "What's This World Coming To", escrita por Charles Richard Cason, interpretada pela Fórmula IV.
- ↑[i]  "The Recipe" contém elementos de "Meet the Frownies", escrita por Eric Cardona,  Gabe D'Amico, Dev Gupta, Andrea Hernandez e Bryan Ujueta; e uma amostra de "Meet the Frownies", interpretada por Twin Sister.

## Créditos
Créditos para Good Kid, M.A.A.D City adaptado de AllMusic.
- Kendrick Lamar – direção de arte, artista principal
- Dr. Dre – produtor executivo, artista convidado, mixagem
- Anthony "Top Dawg" Tiffith – produtor executivo
- Derek "MixedByAli" Ali – engenheiro, mixagem
- Dave Free – produtor associado, coordenação
- Larry Chatman – coordenação de produção
- Andrew Van Meter – coordenação de produção
- Ashley Palmer – coordenação
- Mike Bozzi – masterização
- Brian "Big Bass" Gardner – masterização
- Dee Brown – engenheiro
- Mike Larson – engenheiro
- James Hunt – engenheiro
- Maurício Iragorri – engenheiro
- Jared Scott – engenheiro, mixagem[11]
- Jack Splash – produtor
- Hit-Boy – produtor
- Scoop DeVille – produtor
- DJ Dahi – produtor
- Skye Hutch – produtor
- Just Blaze – produtor
- Tha Bizness – produtor
- T-Menos – produtor
- Pharrel Williams – produtor
- Terrace Martin – produção adicional
- Sounwave – produção adicional
- Kirdis Postelle – produtora associada
- Terrence Henderson – produtor associado
- Drake – artista convidado
- MC Eiht – artista convidado
- Jay Rock – artista convidado
- Kent Jamz – artista convidado
- Anna Wise – artista convidada, backing vocals
- Camille "Ill Camille" Davis - vocais
- Chad Hugo – vocais
- JMSN – vocais de fundo
- Amari Parnell – cantora de refrões e samples
- Mary Keating – violino
- Marlon Williams – guitarra, baixo
- Charly & Margaux – violino, viola
- Gabriel Stevenson – piano
- Willie Long – preparação
- Kitti Fontaine – estilista
- Dan Monick – fotografia
- Paula Oliver – foto cortesia
- Dwane LaFleur – foto cortesia
- Danny Smith – foto cortesia
- Schoolboy Q – caligrafia na capa, vocais de fundo

## Posições nas paradas
| Chart (2012–2013)                       | Peak position |
| --------------------------------------- | ------------- |
| Austrália (ARIA)                        | 23            |
| Bélgica (Ultratop Flandres)             | 25            |
| Bélgica (Ultratop Valônia)              | 121           |
| Canadá (Billboard)                      | 2             |
| Dinamarca (Hitlisten)                   | 20            |
| Países Baixos (Dutch Charts)            | 16            |
| França (SNEP)                           | 57            |
| Irlanda (IRMA)                          | 26            |
| Nova Zelândia (RMNZ)                    | 7             |
| Noruega (VG-lista)                      | 26            |
| Portugal (AFP)                          | 24            |
| Suíça (Schweizer Hitparade)             | 38            |
| Reino Unido (Official Albums Chart)     | 16            |
| Reino Unido (UK R&B Albums Chart)       | 2             |
| Estados Unidos (Billboard 200)          | 2             |
| Estados Unidos (Top R&B/Hip Hop Albums) | 1             |

| Chart (2022)                          | Peak position |
| ------------------------------------- | ------------- |
| Alemanha (Offizielle Deutsche Charts) | 47            |
| Reino Unido (UK R&B Albums Chart)     | 1             |

| Chart (2012)                          | Position |
| ------------------------------------- | -------- |
| US Billboard 200                      | 80       |
| US Top R&B/Hip-Hop Albums (Billboard) | 16       |

| Chart (2013)                          | Position |
| ------------------------------------- | -------- |
| Belgian Albums (Ultratop Flanders)    | 190      |
| US Billboard 200                      | 24       |
| US Top R&B/Hip-Hop Albums (Billboard) | 7        |

| Chart (2014)                          | Position |
| ------------------------------------- | -------- |
| US Billboard 200                      | 69       |
| US Top R&B/Hip-Hop Albums (Billboard) | 27       |

| Chart (2015)     | Position |
| ---------------- | -------- |
| US Billboard 200 | 72       |

| Chart (2016)              | Position |
| ------------------------- | -------- |
| Danish Albums (Hitlisten) | 85       |
| US Billboard 200          | 74       |

| Chart (2017)              | Position |
| ------------------------- | -------- |
| Danish Albums (Hitlisten) | 100      |
| US Billboard 200          | 60       |

| Chart (2018)                          | Position |
| ------------------------------------- | -------- |
| US Billboard 200                      | 89       |
| US Top R&B/Hip-Hop Albums (Billboard) | 61       |

| Chart (2019)     | Position |
| ---------------- | -------- |
| US Billboard 200 | 119      |

| Chart (2020)                          | Position |
| ------------------------------------- | -------- |
| Australian Albums (ARIA)              | 89       |
| Belgian Albums (Ultratop Flanders)    | 181      |
| US Billboard 200                      | 86       |
| US Top R&B/Hip-Hop Albums (Billboard) | 74       |

| Chart (2021)                          | Position |
| ------------------------------------- | -------- |
| Australian Albums (ARIA)              | 79       |
| Belgian Albums (Ultratop Flanders)    | 180      |
| US Billboard 200                      | 53       |
| US Top R&B/Hip-Hop Albums (Billboard) | 25       |

| Chart (2022)                          | Position |
| ------------------------------------- | -------- |
| Australian Albums (ARIA)              | 58       |
| Belgian Albums (Ultratop Flanders)    | 123      |
| New Zealand Albums (RMNZ)             | 24       |
| US Billboard 200                      | 25       |
| US Top R&B/Hip-Hop Albums (Billboard) | 12       |

| Chart (2023)                          | Position |
| ------------------------------------- | -------- |
| Australian Albums (ARIA)              | 78       |
| Belgian Albums (Ultratop Flanders)    | 140      |
| Canadian Albums (Billboard)           | 49       |
| New Zealand Albums (RMNZ)             | 42       |
| US Billboard 200                      | 30       |
| US Top R&B/Hip-Hop Albums (Billboard) | 12       |

| Chart (2010–2019) | Position |
| ----------------- | -------- |
| US Billboard 200  | 79       |